# トービン税
トービン税（トービンぜい、英: Tobin Tax）とは、ノーベル経済学賞受賞者のジェームズ・トービン（イェール大学経済学部教授）が1972年に提唱した税制度である。投機目的の短期的な取引を抑制するため、国際通貨取引（外国為替取引）に超低率の課税（１％以下程度）をするというアイデアで、1994年のメキシコ通貨危機(en)以降、注目を集めた。通貨取引税、為替取引税とも呼ばれる。
類似の税制として、トービン税の課税対象を為替取引の自国通貨に限定するなどの違いがある2000年以降に新しく提唱された通貨取引開発税、トービン税の課税対象を株式や債券などの金融市場の投機的（短期）取引全体に広げる考え方である金融取引税もある。トービン税は金融取引税の一種であるとも言える。
市民団体「ATTAC」などの組織がトービン税の税収を発展途上国の債務解消・融資やエイズ、環境問題などに使う可能性を提案している。だがトービン税は、世界各国が同時に導入しなければ効果が出ないという難点もある。非導入国がある場合、投機家の資金が非導入国に大量に流入する恐れがあるからである。
2020年に入り新型コロナウイルス感染症への経済対策に端を発した給付金や導入の機運が高まっているベーシックインカムなどへの財源の必要性などから、超低率で莫大な財源創出が見込めるこの類似税制も含めたトービン税導入の機運が世界的に高まっており、コロナ以前から既に先行して導入している国も一部にあるが、効果を発揮させるためには全世界での協調導入（国際連帯税として）が必要である。日本においても一部の有識者がその導入を強く主張している。